# Adriano Live
Adriano Live — другий концертний альбом італійського співака та кіноактора Адріано Челентано, що вийшов 4 грудня 2012 році на лейблі «Clan Celentano».

## Про альбом
«Adriano Live» складався з одного, або з двох CD і додаткового одного DVD диска. Приводом випуску альбому послужив сольний концерт Адріано Челентано — «Rock Economy» («Рок-економія»), який з великим успіхом пройшов 8 і 9 жовтня 2012 року на «Арена ді Верона». Протягом концерту Челентано виконав пісні з усіх епох свого репертуару.
DVD включало в себе відео з записом концерту і моменти, які не увійшли до телеверсії. Перший CD диск був представлений концертними піснями, а другий включав дев'ять пісень різних періодів творчості артиста. 
Обкладинкою до всіх трьох дисків послужило фото Челентано, одягнутого в білий лляний костюм, — ця ж фотографія була використана для рекламного білборда до концерту.
До DVD-диску, який містить двадцять дві пісні і який являє собою суміш двох вечорів, також додавався 60-сторінковий буклет з фотографіями, зробленими під час концерту. Альбом вийшов у кількості 40.000 копій.
Презентація альбому відбулася 30 листопада 2012 року в театрі «Ristori» в Вероні, де Челентано був присутній особисто. Добірка пісень альбому була представлена жанрами поп-рок, рок-н-рол, софт-рок, балада і кумбія. 
Альбом посів 9 позицію в італійському чарті 2013 року.
«Adriano Live» став другим концертним альбомом артиста (попередній альбом, «Me, Live!», вийшов в 1979 році).

## Список композицій
CD1 (live)
| #     | Назва                                                                                | Автор                                                                 | Тривалість |
| ----- | ------------------------------------------------------------------------------------ | --------------------------------------------------------------------- | ---------- |
| 1.    | «Svalutation» (Svalutation, 1976)                                                    | Джино Сантерколе, Лучано Беретта, Віто Паллавічіні, Адріано Челентано | 4:36       |
| 2.    | «Si è spento il sole» (A New Orleans, 1963)                                          | Лучано Беретта, Мікі Дель Прете, Еціо Леоні, Адріано Челентано        | 3:09       |
| 3.    | «La cumbia di chi cambia» (Facciamo finta che sia vero, 2011)                        | Джованотті                                                            | 4:33       |
| 4.    | «L'emozione non ha voce» (Io non so parlar d'amore, 1999)                            | Могол, Джанні Белла                                                   | 4:22       |
| 5.    | «Pregherò» (Non mi dir, 1965)                                                        |                                                                       | 3:40       |
| 6.    | «Mondo in mi 7°» (Le robe che ha detto Adriano, 1969)                                | Адріано Челентано                                                     | 6:33       |
| 7.    | «Soli» (Soli, 1979)                                                                  | Крістіано Мінеллоно, Тото Кутуньйо                                    | 4:12       |
| 8.    | «L’arcobaleno» (Io non so parlar d'amore, 1999)                                      | Могол, Джанні Белла                                                   | 3:21       |
| 9.    | «Storia d’amore» (Le robe che ha detto Adriano, 1969)                                | Лучано Беретта, Мікі Дель Прете, Адріано Челентано                    | 5:30       |
| 10.   | «Medely: Ringo» (мікс з кількох пісень)                                              |                                                                       | 5:06       |
| 11.   | «Il ragazzo della via Gluck» (Il ragazzo della via Gluck, 1966)                      | Мікі Дель Прете, Лучано Беретта, Адріано Челентано                    | 4:49       |
| 12.   | «Città senza testa» (мікс з пісень «Cammino» (1991) і «I passi che facciamo» (2002)) | Адріано Челентано, Паоло Леоне, Адріано Челентано                     | 6:03       |
| 13.   | «Una carezza in un pugno» (Azzurro/Una carezza in un pugno, 1968)                    | Мікі Дель Прете, Лучано Беретта, Джино Сантерколе                     | 3:28       |
| 14.   | «Ti penso e cambia il mondo» (Facciamo finta che sia vero, 2011)                     | Джино Де Крешенцо, Стівен Ліпсон, Маттео Саджезе                      | 4:23       |
| 15.   | «Azzurro» (Azzurro/Una carezza in un pugno, 1968)                                    | Віто Паллавічіні, Паоло Конте                                         | 2:49       |
| 16.   | «Ready Teddy» (I mali del secolo, 1972)                                              | Роберт Блеквелл, Джон Мараскалко                                      | 2:25       |
| 17.   | «Prisencolinensinainciusol» (Nostalrock, 1973)                                       | Адріано Челентано                                                     | 3:31       |
| 60:00 |                                                                                      |                                                                       |            |

CD2 (best)
| #     | Назва                                                             | Автор                                                          | Тривалість |
| ----- | ----------------------------------------------------------------- | -------------------------------------------------------------- | ---------- |
| 1.    | «Solo un quarto d’ora» (Arrivano gli uomini, 1996)                | Адріано Челентано                                              | 5:44       |
| 2.    | «Io sono un uomo libero» (Esco di rado e parlo ancora meno, 2000) | Івано Фоссаті                                                  | 5:47       |
| 3.    | «Quel casinha» (C'è sempre un motivo, 2004)                       | Теофіло Чантре, Детто Маріано, Лучано Беретта, Мікі Дель Прете | 4:28       |
| 4.    | «24.000 baci» (A New Orleans, 1963)                               | П'єро Вівареллі, Лучіо Фульчі, Адріано Челентано               | 2:18       |
| 5.    | «Nata per me (ремікс)» (Alla corte del remix, 1995)               | Баллеріні, Лоріо, Канепа                                       | 2:57       |
| 6.    | «Dormi amore» (Dormi amore, la situazione non è buona, 2007)      | Могол, Джанні Белла                                            | 5:31       |
| 7.    | «Tir» (Esco di rado e parlo ancora meno, 2000)                    | Могол, Джанні Белла, Розаріо Белла                             | 4:29       |
| 8.    | «Per sempre» (Per sempre, 2002)                                   | Сільвіо П'єроні, Джанні Белла                                  | 5:10       |
| 9.    | «Gelosia» (Io non so parlar d'amore, 1999)                        | Могол, Джанні Белла                                            | 4:31       |
| 45:00 |                                                                   |                                                                |            |

## DVD
1. «Svalutation»
2. «Rip It Up»
3. «Si è spento il sole»
4. «La cumbia di chi cambia»
5. «L'emozione non ha voce»
6. «Pregherò»
7. «Mondo in mi 7°»
8. «Soli»
9. «L'arcobaleno»
10. «Yuppi du»
11. «Storia d'amore»
12. «Il ragazzo della via Gluck»
13. «Città senza testa»
14. «Straordinariamente»
15. «Scende la pioggia»
16. «Una carezza in un pugno»
17. «Caruso»
18. «Ti penso e cambia il mondo»
19. «Medley: Ringo»
20. «Azzurro»
21. «Ready Teddy»
22. «Prisencolinensinainciusol»

Тривалість: 110:00 хв.